# Municipio de Ivanhoe (Kansas)
El municipio de Ivanhoe (en inglés: Ivanhoe Township) es un municipio ubicado en el condado de Finney en el estado estadounidense de Kansas. En el año 2010 tenía una población de 464 habitantes y una densidad poblacional de 1,26 personas por km².

## Geografía
El municipio de Ivanhoe se encuentra ubicado en las coordenadas 37°47′46″N 100°54′45″O / 37.79611, -100.91250. Según la Oficina del Censo de los Estados Unidos, el municipio tiene una superficie total de 368.17 km², de la cual 368,16 km² corresponden a tierra firme y (0 %) 0 km² es agua.

## Demografía
Según el censo de 2010, había 464 personas residiendo en el municipio de Ivanhoe. La densidad de población era de 1,26 hab./km². De los 464 habitantes, el municipio de Ivanhoe estaba compuesto por el 91,59 % blancos, el 0,86 % eran amerindios, el 7,11 % eran de otras razas y el 0,43 % eran de una mezcla de razas. Del total de la población el 27,8 % eran hispanos o latinos de cualquier raza.